# جيمس أديسون جونز
جيمس أديسون جونز (بالإنجليزية: James Addison Jones)‏ هو شخصية أعمال أمريكي، ولد في 20 أغسطس 1869، وتوفي في 25 مايو 1950.